# Rosa fargesiana
Rosa fargesiana — вид рослин з родини розових (Rosaceae); ендемік Китаю.

## Опис
Кущ листопадний. Гілочки пурпурно-коричневі, стрункі, голі; колючки розсіяні, прямі, короткі. Листки включно з ніжками 7–10 см; прилистки переважно прилягають до ніжки; листочків (5 або)7–11, еліптичні або довгасто-еліптичні, 1.5–4 × 1–2.5 см; знизу блідо-зелені й коричнево запушені, щільно вздовж жилок; зверху насичено-зелені, майже голі; основа клиноподібна до широко клиноподібної; край гостро подвійно пилчастий, зуби залозисті верхівково в молодому віці. Квітів 1–3, 1.5–2 см у діаметрі; квітконіжка ≈ 2 см, злегка залозисто-запушена або майже гола. Чашолистки ланцетні, ≈ 1 см, край залозисто-запушений, іноді перисто-лопатевий, верхівка довга гостра або хвостато-гостра. Пелюстки білі, широко-обернено-яйцеподібні, 1.2–1.5 × 1–1.3 см, основа широко клиноподібна, верхівка виїмчаста або 2-лопатева.
Період цвітіння: червень — серпень.

## Поширення
Ендемік Китаю (Чунцін).